# Высший суд (фильм)
«Высший суд» — советский документальный фильм 1987 года о приговорённом к смертной казни за убийство двух человек и бандитизм и впоследствии казнённом Валерии Долгове. Основную часть фильма составляют беседы с Долговым, ожидающим в следственном изоляторе приведения приговора в исполнение и надеющимся на смягчение наказания.

## История создания
25 мая 1984 года в Риге 24-летний бывший студент Валерий Долгов застрелил из пистолета «парабеллум» заведующую отделом культуры профсоюза торговых работников Эмму Бурилину в её собственной квартире, а также застрелил находившегося там же её друга.
Банда, в которую входил Долгов, занималась рэкетом и вымогала деньги у Бурилиной, которая занималась хищениями и спекуляцией. Главарь банды Лысенко (бывший секретарь комсомольской организации аэропорта) послал Долгова лишь припугнуть Бурилину, но после того как она страшно закричала, он убил её, а также её друга.
Об убийстве Бурилиной и её друга известный режиссёр Герц Франк сначала снял документальный фильм «До опасной черты». Но затем он решил снять фильм об убийце, ожидающем казни.
Долгов вырос в достаточно благополучной семье. Его отец был заслуженным, награждённым орденом строителем гидроэлектростанций. Мать Долгова, работник юстиции, рассказала в интервью для фильма о свидании с сыном:

…Он хотел меня обнять… ну, потом посмотрел, что я не кинулась, так сказать, в объятия. Он по голове меня погладил и отошел. Да, я не обнимала и не плакала… для меня он был просто идейный враг… А следователь пытался мне доказать, что убийство случайность, что не было преднамеренным. Я ему сказала: «Я ведь юрист, зачем мне такие вещи-то говорить? У кого нет умысла, тот не берет оружие в руки»… Каждый получает то, что он хочет. Он к этому шёл.

Долгов провёл 20 месяцев в камере смертников и в конце концов был расстрелян. Оператор Андрис Селецкис, получивший за фильм Государственную премию Латвийской ССР, вспоминал:

Понимаешь, я поседел тогда за одну ночь, когда узнал, что его все же расстреляли, смотри, вот они, мои волосы! Мы верили, верили, что не будет расстрела!

## Значение фильма
Фильм, вышедший на экраны в 1988 году, сыграл значительную роль в начале публичного обсуждения в СССР вопроса об отмене или, по крайней мере, ограничении применения смертной казни, став важным событием Перестройки.